# Lista Civetta
Als Lista Civetta (Eulen-Liste, Logvogelliste, Papiertigerliste bzw. Käuzchenliste) werden in Italien Scheinlisten zur Parlamentswahl bezeichnet, die dazu dienen, spezielle Eigenheiten des Wahlverfahrens auszunutzen. In Venezuela wird diese Methode Morochas (Zwillinge) genannt.

## Italien
1994, 1996 und 2001 wurden 75 % der Sitze in der Abgeordnetenkammer per Mehrheitswahl und nur noch 25 % per Verhältniswahl vergeben. Dabei wurden allerdings bei der Verhältniswahl Stimmen der erfolgreichen Liste aus der Mehrheitswahl abgezogen. Um dies zu umgehen, wurden für die Mehrheitswahl spezielle Listen, die Liste Civette aufgestellt, die andere Namen trugen als die für die Verhältniswahl. Dadurch wurde der Stimmenabzug vermieden.
Zur Parlamentswahl 2001 traten die Kandidaten des Mitte-links-Bündnisses Ulivo auf der Liste Paese Nuovo, die des Mitte-rechts-Bündnisses Casa delle Libertà auf der Liste Abolizione Scorporo an. 360 der 475 Wahlkreismandate wurden von solchen Kandidaten dieser Listen gewonnen, obwohl die beiden Listen bei der Verhältniswahl nur 0,2 Prozent der Stimmen kamen.
Durch die Wahlrechtsreform 2006 wurde die Mehrheitswahl wieder abgeschafft und die Liste Civetta wurden so obsolet. Während der Europawahl 2004 wurden beide „Parteien“ wiederverwendet. Eine kleine christdemokratische Partei verwendete den Namen Paese Nuovo aber mit einem weißen Fahne mit einem roten Ritterschild geschmückt, welches der Democrazia Cristiana entlehnt wurde und Verdi Verdi trat in einer „Listenvereinigung“ mit der Abolizione Scorporo und Verdi Federalisti an. Damit konnten diese Parteien das sonst notwendige Sammeln von Unterstützungsunterschriften umgehen.

## Andere Länder
Ein frühes Beispiel für eine Eulenliste war als bei der Folketingswahl 1947 der Venstre-Ableger in Kopenhagen mit einer eigenen Liste antrat.
2000 führte die venezolanische Partei Convergencia in Yaracuy die Morochas-Strategie ein und gründete die Lo Alcanzado por Yaracuy (LAPY). LAPY war eine Anspielung auf dem damaligen Gouverneur von Yaracuy Eduardo Lapi. 2005 übernahm die Regierungspartei Movimiento Quinta República (MVR) die Strategie und schuf die Unidad de Vencedores Electorales (UVE) wandte, welche bei die Regionalwahlen 2005 und 2008 an, die Ergebnisse zu Gunsten der MVR verzehrt hat. Auch bei der Parlamentswahl in Venezuela 2005 trat für die Unidad de Vencedores Electorales (UVE) an. 2008 stellte aber auch das Oppositionsbündnis Mesa de la Unidad Democrática ihre eigene Käuzchenliste mit der Unidos para Venezuela (UNPARVE) auf.
Bei der Parlamentswahl in Albanien 2005 verbündete sich die Partia Demokratike e Shqipërisë (PD) mit den PRSh, PDR, PDK, BLD, PBKD, PBDSH, LDLNJ und der Balli Kombëtar. Zum Lager der Partia Socialiste e Shqipërisë (PS) wurden die PSD, LSI, PAA, PDSSh, PBDNJ und PAD gezählt, wenn auch ohne Wahlbündnis. PS und PD bekamen jeweils weniger als 9 % bei den Zweitstimmen und landeten damit auf dem dritten beziehungsweise dem fünften Platz.
Bei der Parlamentswahlen in Lesotho 2007 rief die Lesotho Congress for Democracy dazu auf die Zweitstimme der National Independent Party zu geben, während die All Basotho Convention die Lesotho Workers’ Party unterstützte. Schon 2002 gelang es der NIP mehrere Sitze zu gewinnen, weil es zu Verwechslungen zwischen Taubenlogo der NIP mit dem Adlerlogo der LCD kan.
2012 schlug der damalige stellvertretende Vorsitzende der SPD-Bundestagsfraktion Ulrich Kelber als Aprilscherz vor, dass alle Direktkandidaten für eine „SPD direkt“ kandidieren sollten.
Ähnliche Scheinlisten kamen zur Parlamentswahl in Südkorea 2020 mit der Zukunftspartei Koreas (Schwesterpartei der Vereinigten Zukunftspartei) und der Deobureo-shimin-Partei (Schwesterpartei der Deobureo-minju-Partei) zum Einsatz. Für die Parlamentswahl in Südkorea 2024 wurden diese mit der Zukunft der Staatsbürger (Schwesterpartei der Macht der Staatsbürger) und die Deobureo-minju-Union (Schwesterpartei der Deobureo-minju-Partei) abgelöst.

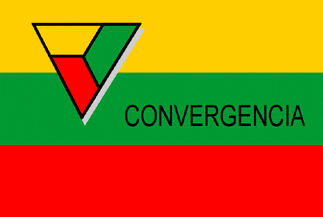
Parteifahne von Convergencia
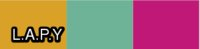
Wahlkarte von LAPY
Logo der MVR
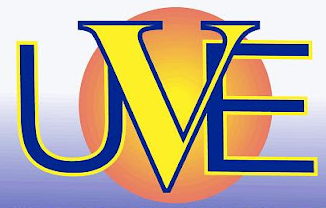
Logo der UVE
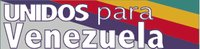
Wahlkarte der UNPARVE
Wahlsymbol des Lesotho Congress for Democracy
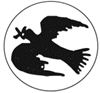
Wahlsymbol der National Independent Party
Logo der Vereinigten Zukunftspartei
Logo der Zukunftspartei Koreas
Logo von Macht der Staatsbürger
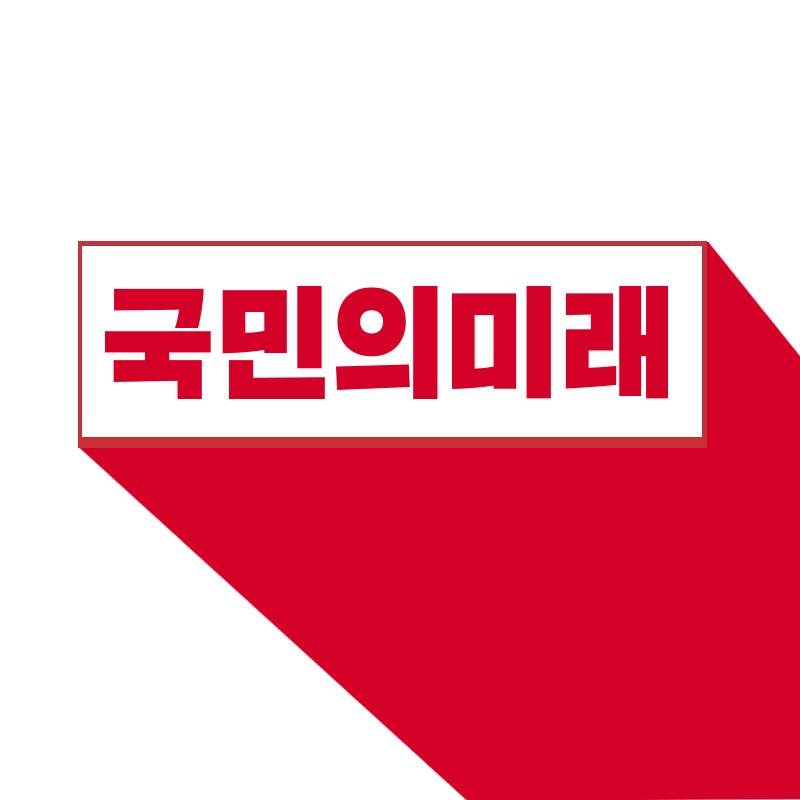
Logo von Zukunft der Staatsbürger
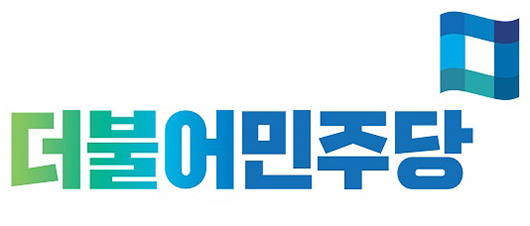
Logo der Deobureo-minju-Partei (2020)
Logo der Deobureo-shimin-Partei
Logo der Deobureo-minju-Partei (2024)
Logo der Deobureo-minju-Union